# La vida de los peces
La vida de los peces és una pel·lícula xilena estrenada el 2010. És la quarta pel·lícula de Matías Bize i és protagonitzada per Santiago Cabrera i Blanca Lewin. Va ser triada per a representar a Xile en els premis Oscar i Goya. En aquest últim, es va alçar com a vencedora en la categoria de «millor pel·lícula estrangera de parla hispana». L'agost de 2011, el film va guanyar el premi Luis Buñuel com a millor producció iberoamericana de 2010.

## Trama
Andrés (Santiago Cabrera) viu a Alemanya des de fa 10 anys. Torna a Xile per a tancar el seu passat abans d'assentar-se definitivament a Berlín.
Durant el seu sojorn, assisteix a la festa d'aniversari d'un dels seus amics on redescobreix tot un món que va deixar de veure, inclosa Beatriz (Blanca Lewin), el seu gran amor. Aquest retrobament podria canviar la vida d'Andrés per sempre, i ser el necessari per a revelar secrets i lliurar claredat a mentides molt fosques.

## Repartiment
- Santiago Cabrera - Andrés
- Blanca Lewin - Beatriz
- Víctor Montero - Pablo
- Antonia Zegers - Mariana
- Sebastián Layseca - Ignacio
- Juan Pablo Miranda - Roberto
- María Gracia Omegna - Carolina
- Alicia Rodríguez - Daniela
- Luz Jiménez - Guillermina
- Matías Jara - Matías
- Pedro Del Carril - Pedro
- Francisca Cárdenas - Maca
- Diego Fontecilla - Jorge
- Lorena Bosch - Amiga de Beatriz
- Diego Ruiz - Francisco

## Comentarios de la premsa
| «                                                | «El resultat és d'una excel·lència contundent. Una vegada més, Bize s'ha superat a si mateix». | » |
| — -Ascanio Cavallo - Revista Sábado, El Mercurio |                                                                                                |   |

| «                                 | «'La vida de los peces' ha de tenir un dels millors finals del cinema xilè». | » |
| — - Alejandro Alaluf - La Tercera |                                                                              |   |

| «                                 | «Matías Bize a hores d'ara, el més genial i sòlid cineasta xilè». | » |
| — - Ana Josefa Silva - La Segunda |                                                                   |   |

## Banda sonora
Matías Bize va encarregar la banda sonora a Diego Fontecilla i Inverness, els qui van compondre la majoria dels temes inclosos en la banda sonora final editada pel segell independent LeRockPsicophonique, propietat d'Inverness.
| Núm. | Títol                                               | Durada |
| ---- | --------------------------------------------------- | ------ |
| 1.   | «Fue bueno verte»                                   | 4:31   |
| 2.   | «Nubes (Inverness)»                                 | 5:45   |
| 3.   | «Mis mejores recuerdos»                             | 8:19   |
| 4.   | «Caminando»                                         | 2:16   |
| 5.   | «Te llamé»                                          | 5:18   |
| 6.   | «El universo que no fue»                            | 5:47   |
| 7.   | «Illuminaciones (Inverness)»                        | 3:02   |
| 8.   | «El cielo está en las nubes (Nader Cabezas)»        | 4:46   |
| 9.   | «Soy pan, soy más (Piero, cover de Nader Cabezas)»  | 4:27   |
| 10.  | «Donde escondiste el mar (Pablo Yovane)»            | 3:44   |
| 11.  | «Los tormentos (Pablo Yovane)»                      | 3:36   |
| 12.  | «Viaje interno (Andrés Alcaíno, a.k.a. Subsonique)» | 3:11   |

## Premis i nominacions
| Premi                                              | Categoria                                     | Receptor                  | Resultat  | Ref.   |
| -------------------------------------------------- | --------------------------------------------- | ------------------------- | --------- | ------ |
| Premi Goya                                         | Millor Pel·lícula Estrangera de Parla Hispana | Matías Bize               | Guanyador | [ 4 ]  |
| Festival de Cinema Iberoamericà de Huelva          | Millor Guió                                   | Matías Bize i Julio Rojas | Guanyador | [ 5 ]  |
| Premi Luis Buñuel                                  | Millor Producció Iberoamericana               | Adrián Solar              | Guanyador | [ 6 ]  |
| Festival de Cinema de Venècia                      | Millor Pel·lícula de la Dècada                | Matías Bize               | Guanyador | [ 7 ]  |
| Premi Pedro Sienna                                 | Millor Llargmetratge Ficció                   | Matías Bize               | Nominada  | [ 8 ]  |
| Premi Pedro Sienna                                 | Millor Direcció                               | Matías Bize               | Nominada  | [ 8 ]  |
| Premi Pedro Sienna                                 | Millor Guió                                   | Matías Bize i Julio Rojas | Guanyador | [ 8 ]  |
| Premi Pedro Sienna                                 | Millor Actor Protagonista                     | Santiago Cabrera          | Nominada  | [ 8 ]  |
| Premi Pedro Sienna                                 | Millor Actriu Protagonista                    | Blanca Lewin              | Nominada  | [ 8 ]  |
| Premi Pedro Sienna                                 | Millor Actriu Secundària                      | Antonia Zegers            | Nominada  | [ 8 ]  |
| Premi Altazor                                      | Millor Director                               | Matías Bize               | Guanyador | [ 9 ]  |
| Premi Altazor                                      | Millor Guió                                   | Matías Bize i Julio Rojas | Guanyador | [ 9 ]  |
| Premi Altazor                                      | Millor Actor                                  | Santiago Cabrera          | Guanyador | [ 9 ]  |
| Premi Altazor                                      | Millor Actriu                                 | Blanca Lewin              | Guanyador | [ 9 ]  |
| Festival Iberoamericà de Cinema de Santa Cruz      | Millor Pel·lícula                             | Matías Bize               | Guanyador | [ 10 ] |
| Festival Iberoamericà de Cinema de Santa Cruz      | Millor Guió                                   | Matías Bize i Julio Rojas | Guanyador | [ 10 ] |
| Rapa Nui Film Fest                                 | Millor Director                               | Matías Bize               | Guanyador | [ 11 ] |
| Festival Internacional de Cinema de Festroia       | Millor Argument                               | Matías Bize i Julio Rojas | Guanyador | [ 12 ] |
| Festival Internacional de Cinema de Punta del Este | Millor Pel·lícula Ficció                      | Matías Bize               | Guanyador | [ 13 ] |
| Los Angeles Latino International Film Festival     | Millor Director                               | Matías Bize               | Guanyador | [ 14 ] |
| Oslo Films from the South Festival                 | Millor Pel·lícula                             | Matías Bize               | Nominada  | [ 15 ] |
| Copihue d'Or                                       | Millor Pel·lícula                             | Matías Bize               | Guanyador | [ 16 ] |